# Onthophagus irianus
Onthophagus irianus är en skalbaggsart som beskrevs av Vladimir Balthasar 1969. Onthophagus irianus ingår i släktet Onthophagus och familjen bladhorningar. Inga underarter finns listade i Catalogue of Life.